# Titularerzbistum Achrida (Armenia)
Das Titularerzbistum Achrida (Armenia) war für Angehörige der mit Rom unierten Armenisch-Katholischen Kirche vorgesehen.
Es wurde am 1. Oktober 1911 errichtet und hatte nur einen einzigen Titelträger, nämlich Giuseppe Rockossian (15. Mai 1848 – 8. Juni 1931). Die Aufhebung des Titularerzbistums erfolgte im Jahr 1928 im Zusammenhang mit der Neuerrichtung des Armenischen Katholischen Patriarchats von Istanbul nach Bzommar und der Wahl von Rockossian zum Erzbischof.